# Saxophone ténor
Le saxophone ténor est membre du registre médium de la famille des saxophones. Cet instrument est un instrument transpositeur en si{\displaystyle \flat }, mais peut aussi exister en ut. Dans ce cas, l'instrument s'appelle le saxophone C-melody (cet instrument a un son légèrement différent des saxophones en si{\displaystyle \flat }, et est souvent considéré comme un autre instrument). Le saxophone ténor est l'instrument qui est considéré comme l'emblème typique du jazz.
Depuis Coleman Hawkins au milieu des années 1920, le jazz s'est « ténorisé » en introduisant un nouveau timbre pour le saxophone, passant d'une sonorité souple et douceâtre à une sonorité rugueuse et rauque. Parmi les saxophonistes ténors de jazz les plus connus, on trouve Lester Young, John Coltrane, Sonny Rollins, Wayne Shorter et Michael Brecker.
Le saxophone ténor est généralement composé de laiton mais peut être aussi fabriqué en plastique. Les dimensions du saxophone ténor sont d'environ 79 cm de haut et de 1,40 m déroulé. Le saxophone ténor fait partie de la famille d'instruments inventés en 1840 à Bruxelles par le facteur d’instruments belge Adolphe Sax (1814-1894). On peut le classer dans la famille des aérophones car le son est produit par la vibration d'une colonne d'air.
La tessiture du saxophone ténor va du la{\displaystyle \flat } grave sur le bas de la clé de fa jusqu'au mi{\displaystyle \flat } en haut de la clé de sol, mais elles sont écrites comme le si{\displaystyle \flat } grave (sous la portée de clé de sol) au fa aigu, voire fa dièse aigu sur les instruments récents (au-dessus de la même portée) à cause de sa transposition d'une neuvième (si{\displaystyle \flat }). Sa tessiture correspond donc à environ deux octaves et demie, soit plus exactement 32 notes théoriques puisque les notes en suraigu sont très faciles sur le saxophone ténor et beaucoup de musiciens de jazz (ainsi que de nombreux musiciens classiques) sont capables de monter une octave au-dessus du registre normal.
De par sa sonorité puissante et expressive, le saxophone ténor est très utilisé dans la musique jazz, blues, funk, rhythm and blues, rock et pop, mais aussi dans les quatuors de saxophones classiques, et également dans les orchestres d'harmonie.
Le morceau le plus connu du saxophone ténor est sans nul doute le célèbre solo qu’il interprète dans le thème de la musique du film La Panthère Rose (The Pink Panther), composée par Henry Mancini. Pour sa sortie en 1963 aux États-Unis, Blake Edwards voulait un thème à la fois chaud et qui swingue. Henry Mancini a donc l’idée du saxophone ténor et c’est Plas Johnson qui interprétera le thème devenu entretemps aussi célèbre que les films.

## Histoire du saxophone ténor

### L'inventeur Adolphe Sax
Le saxophone ténor fait partie de la famille d’instruments inventés dans les années 1840 par le facteur d’instruments belge Adolphe Sax (1814-1894) sur la base des travaux entrepris en Belgique pour améliorer la clarinette et la clarinette basse en particulier. L'invention est brevetée à Paris (Brevet français no 3 226 du 21 mars 1846) où Adolphe Sax est installé. Le saxophone baryton en fa fut le premier des saxophones mis en fabrication en 1844; le saxophone ténor arriva immédiatement après et s'imposa rapidement comme l'un des saxophones les mieux conçus par Adolphe Sax.

### Utilisations du saxophone ténor
Le saxophone ténor a d'abord gagné en popularité dans l'un des rôles pour lesquels il avait été conçu à l'origine : la musique militaire. Peu après son invention, les orchestres militaires français et belges ont commencé à tirer pleinement parti de l'instrument que Sax avait conçu spécialement pour eux. Les fanfares militaires modernes comprennent généralement un quatuor de saxophones intégrant le baryton en mi , le ténor, l'alto en mi  et le soprano en si . Les orchestres militaires britanniques n'utilisent généralement que les saxophones ténor et alto, avec deux musiciens ou plus sur chaque instrument.
Le ténor est utilisé dans la musique classique. C'est un instrument standard dans les orchestres d'harmonie et les quatuors de saxophones. Il possède également un répertoire de soliste. Le ténor est parfois utilisé comme membre de l'orchestre dans des pièces telles que Roméo et Juliette et la suite de Lieutenant Kijé de Sergueï Prokofiev et le Boléro de Maurice Ravel. Charles Ives emploie un saxophone dans sa quatrième symphonie. Vincent d'Indy a écrit pour un saxophone ténor dans son opéra Fervaal. Lukas Foss inclut un ténor dans sa Symphonie no 2. Béla Bartók a utilisé le saxophone ténor et d'autres saxophones dans son ballet Le Prince de bois. Igor Stravinsky fait jouer deux saxophones ténors dans son Ebony concerto.
La popularité des saxophones aux États-Unis s'explique en grande partie par le grand nombre de fanfares militaires qui existaient à l'époque de la guerre de Sécession. Après la guerre, les anciens instruments des fanfares militaires se sont retrouvés entre les mains du grand public, qui les a souvent utilisés pour jouer du gospel et du jazz. Le travail du chef d'orchestre pionnier Patrick Gilmore (en) (1829-1892) a eu une grande influence ; il a été l'un des premiers arrangeurs à opposer les cuivres (trompette, trombone et cornet à pistons) aux bois (clarinette et saxophone) d'une manière qui est aujourd'hui devenue la norme pour les arrangements de big-band.
Le saxophone ténor s'est surtout fait connaître du grand public par son utilisation fréquente dans la musique de jazz. C'est le génie pionnier de Coleman Hawkins dans les années 1930 qui a permis au saxophone ténor de sortir de son rôle traditionnel d'alourdissement de l'ensemble et de s'imposer comme un instrument mélodique à part entière très efficace. Depuis les années 1930, de nombreux musiciens de jazz novateurs sont des saxophonistes ténors. Le son puissant et résonnant de Coleman Hawkins et de ses disciples contrastait avec l'approche plus légère de Lester Young et de son école. Pendant les années bebop, les sons de ténor les plus importants dans le jazz étaient ceux des Four Brothers de l'orchestre de Woody Herman, y compris Stan Getz qui, dans les années 1960, a connu un grand succès populaire en jouant le son brésilien de la bossa nova au saxophone ténor (sans oublier John Coltrane, Dexter Gordon et Sonny Rollins). Ces dernières années, le saxophone ténor continue d'être très populaire auprès des amateurs de smooth jazz, joués par des artistes tels que Kirk Whalum, Richard Elliot, Steve Cole et Jessie J. Les saxophonistes Ron Holloway et Karl Denson sont deux des principaux promoteurs du ténor sur la scène musicale de la jam band.
En raison de son importance dans le jazz américain, l'instrument a également joué un rôle important dans d'autres genres. Le ténor est courant dans la musique rhythm and blues et joue un rôle dans le rock and roll et la musique rock plus récente, ainsi que dans la musique afro-américaine, latino-américaine, afro-caribéenne et africaine.

### Le Roi du Jazz

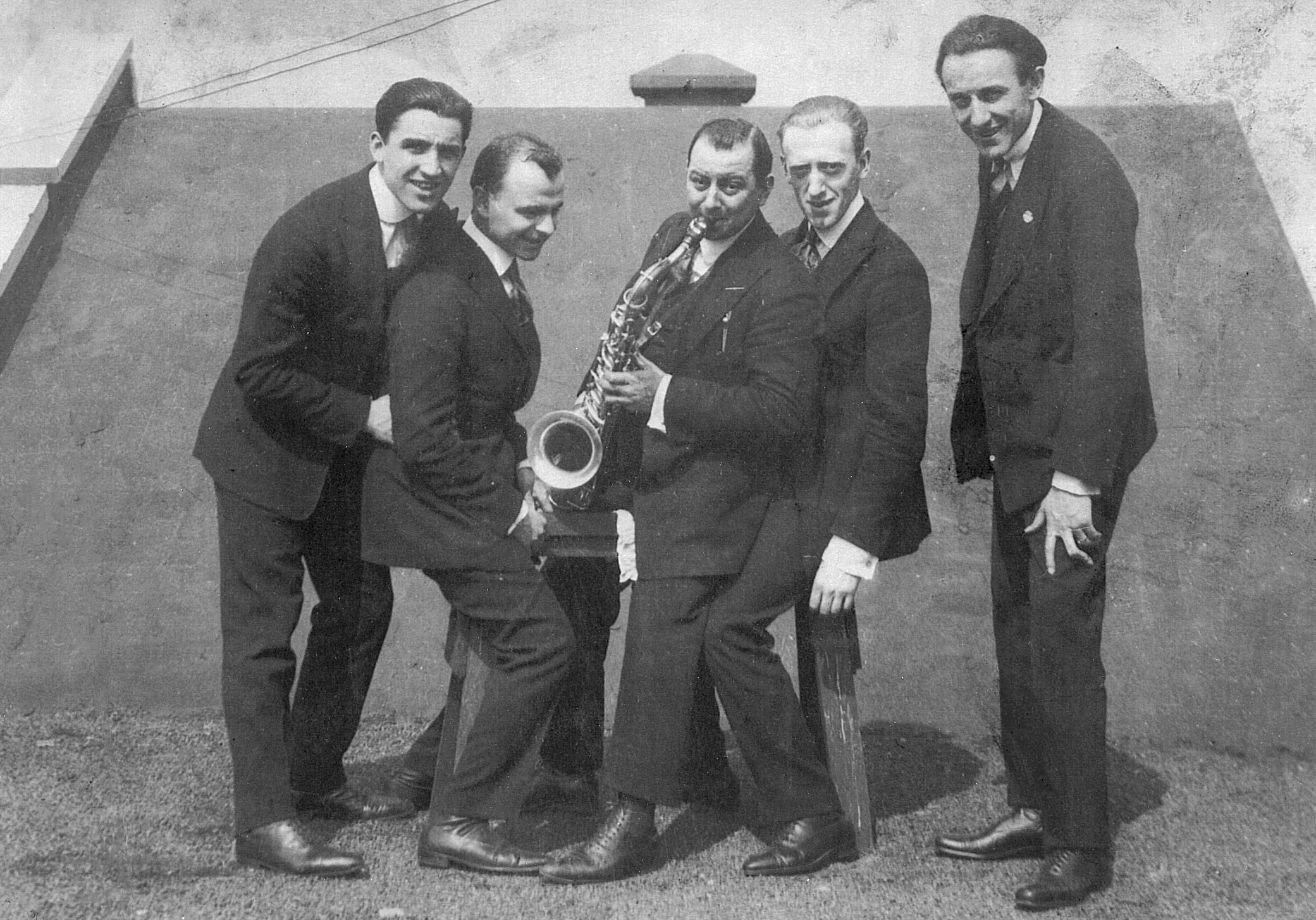
Jazz band de 5 musiciens de Louisiane sur le haut d'un toit en 1919, le groupe ne met en avant qu'un seul instrument par le musicien central, le saxophone ténor.

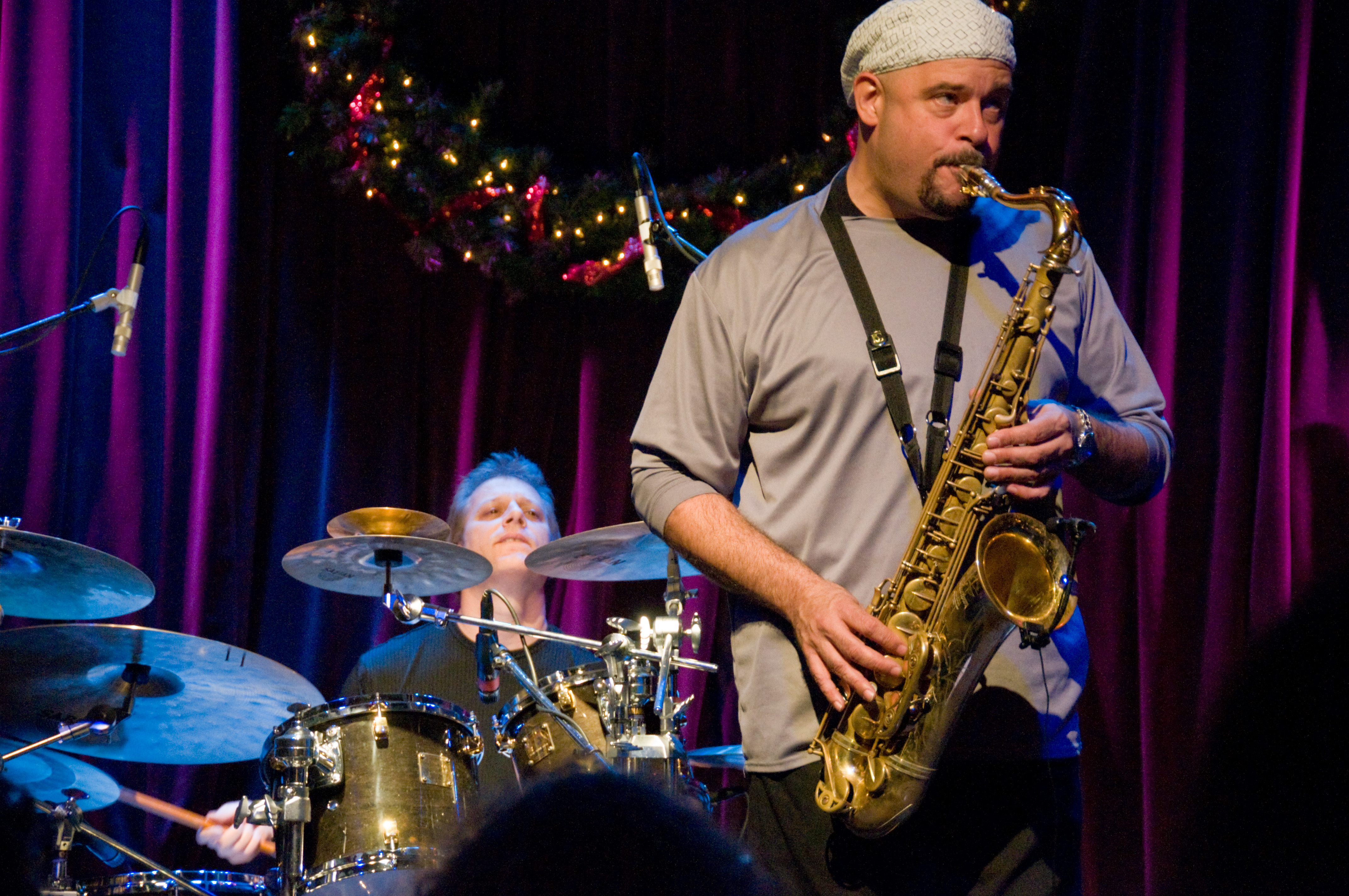
Bob Franceschini jouant du saxophone ténor accompagné de Dave Weckl à la batterie.

Alors que l'alto domine largement le répertoire « classique », le ténor s'affirme plus nettement dans le domaine savant contemporain, le jazz et la musique populaire du XXe siècle. Plutôt rare dans le premier Jazz Nouvelle-Orléans, le saxophone, alors présent dans les orchestres de danse et le brass band, se généralise à partir de 1917 quand le jazz se développe vers les grandes villes du Nord et de l'Est des États-Unis. Bénéficiant de l'engouement du public, il détrône peu à peu la clarinette dans les ensembles avant d'égaler, puis de supplanter la trompette dans le jeu soliste. Devenu l'instrument roi du jazz des années 1950, le saxophone ténor en demeure, jusqu'à nos jours, l'un des principaux emblèmes.

### L'extension rapide dans les autres genres musicaux
Le saxophone ténor a une place non négligeable dans la soul, le rhythm and blues, le rock, la pop…
Il est très apprécié en raison des multiples jeux sonores qu'il est capable de produire et du fait de sa sonorité qui a tendance à se rapprocher du chanteur ou de la guitare, à laquelle il peut parfois se substituer.

## Anatomie du saxophone ténor

### Le bec

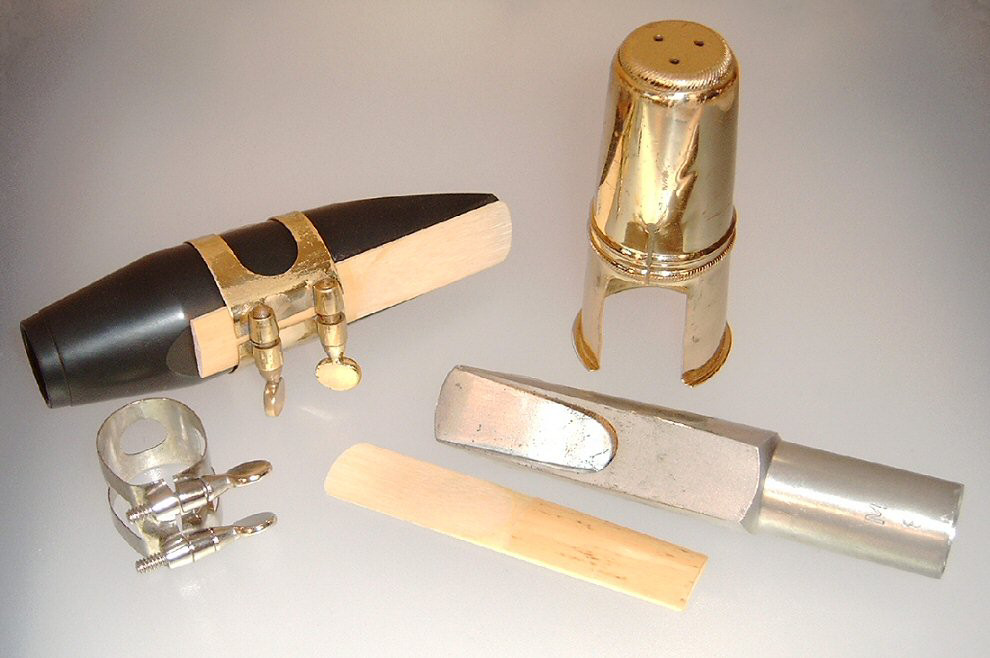
Becs de saxophone ténor avec couvre-bec, ligatures et anches. En ébonite à gauche, métal à droite.

Le saxophone possède un bec avec une anche simple (en roseau arundo donax) maintenue par une ligature et dont la tension est réglée au moyen d'une ou deux vis. Le bec du saxophone a été modifié par rapport à celui de la clarinette pour produire un son plus brillant et plus pénétrant et s'emboîte sans tenon à l'extrémité du bocal recouvert de liège. La qualité du son de l'instrument dépend en partie du bec, s'il est en ébonite ou en métal, ou encore plus rarement en bois, en plastique ou en verre. Sa forme a également une influence sur le son, et peut plus ou moins concorder avec le saxophone utilisé. Chaque saxophoniste dispose d'un ensemble bec/anche/ligature/saxophone adapté qui lui est propre, selon le son qu'il veut obtenir, le genre musical joué, et son anatomie personnelle ; il choisit chacun de ces éléments avec attention en fonction de son ressenti avec le matériel.

#### L'anche

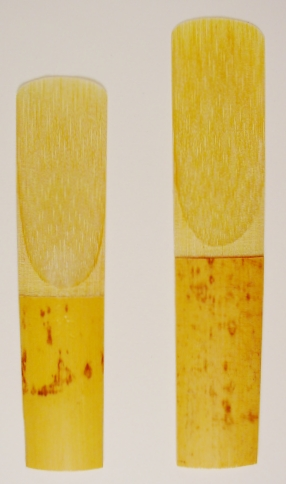
Anches simples de saxophones alto et ténor.

L'anche est généralement en roseau, mais peut aussi être en matière synthétique, ce qui allonge considérablement sa durée de vie, mais diminue la qualité de son. Ce type d'anche est plutôt utilisé au sein d'orchestre afin de ne pas « gâcher » une anche classique, relativement onéreuse. Elle est aussi un facteur déterminant de la qualité du son, selon sa coupe et sa force (flexibilité). L'anche du saxophone est dite une anche simple battante, comme celle de la clarinette. Chaque type de saxophone possède une taille d'anche spécifique.
Toutefois, les saxophonistes se distinguent tout autant, sinon davantage, par leur embouchure ou pince, c'est-à-dire la nature et la puissance de la pression exercée au niveau de l'anche par la mâchoire inférieure. Le volume donné à la cavité buccale, le soutien apporté à la respiration ou la sollicitation des muscles faciaux contribuent également à façonner le son produit. Les exemples d'instrumentistes ayant toujours le même son avec des matériels différents (saxophone-bec-anche) sont nombreux.

#### La ligature
Pour le saxophone ténor, ou les instruments utilisant l'anche simple battante, la ligature est un organe servant à maintenir l'anche sur le bec. On trouve généralement des ligatures souples en cuir, en métal, ou en matière plastique.

### Le bocal

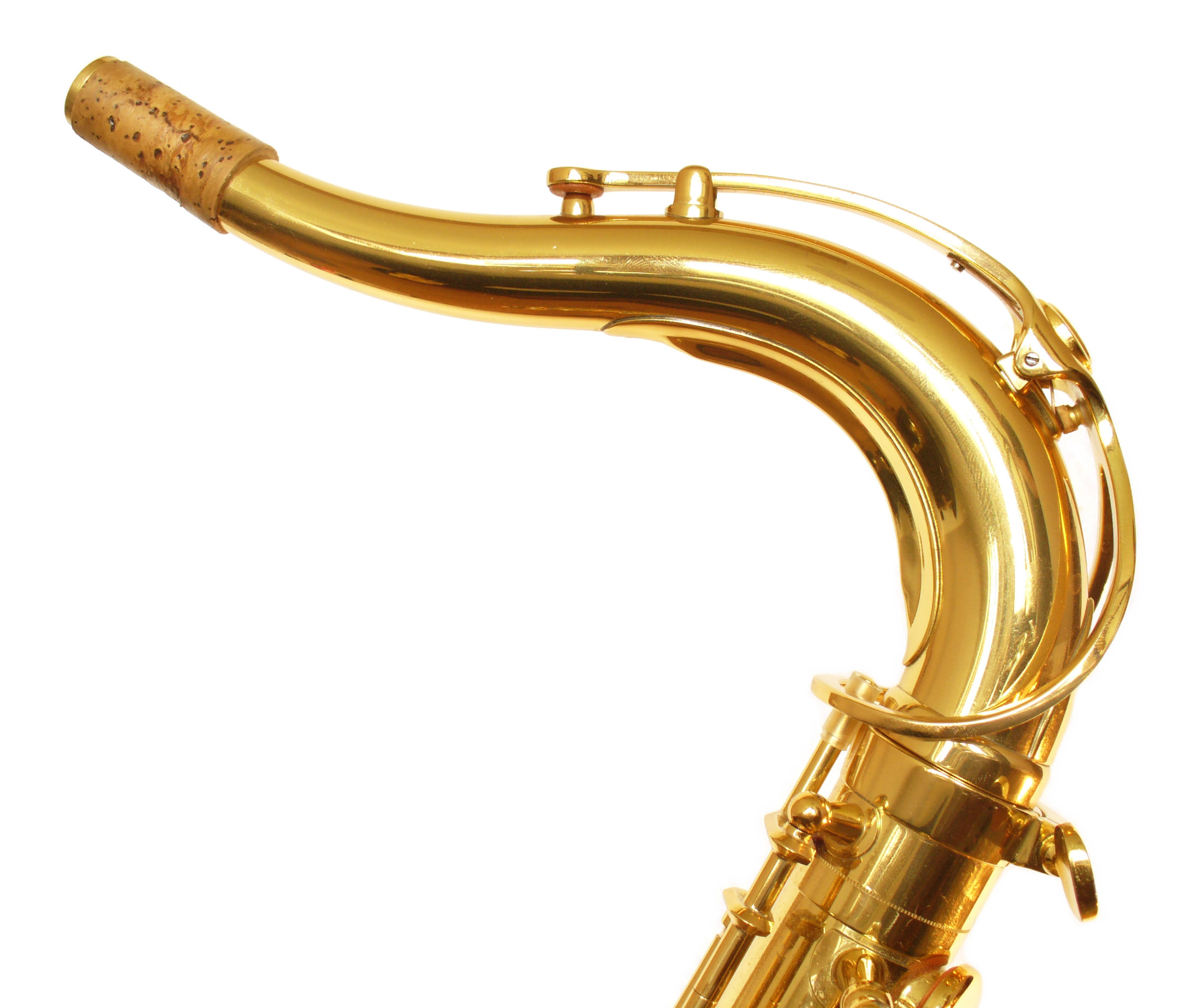
Bocal de saxophone ténor.

C'est la partie la plus en hauteur de l'instrument et qui permet de relier le bec au corps. Meilleure est la finition du bocal, meilleurs sont le son et la réponse.

### Le corps ou le tuyau principal

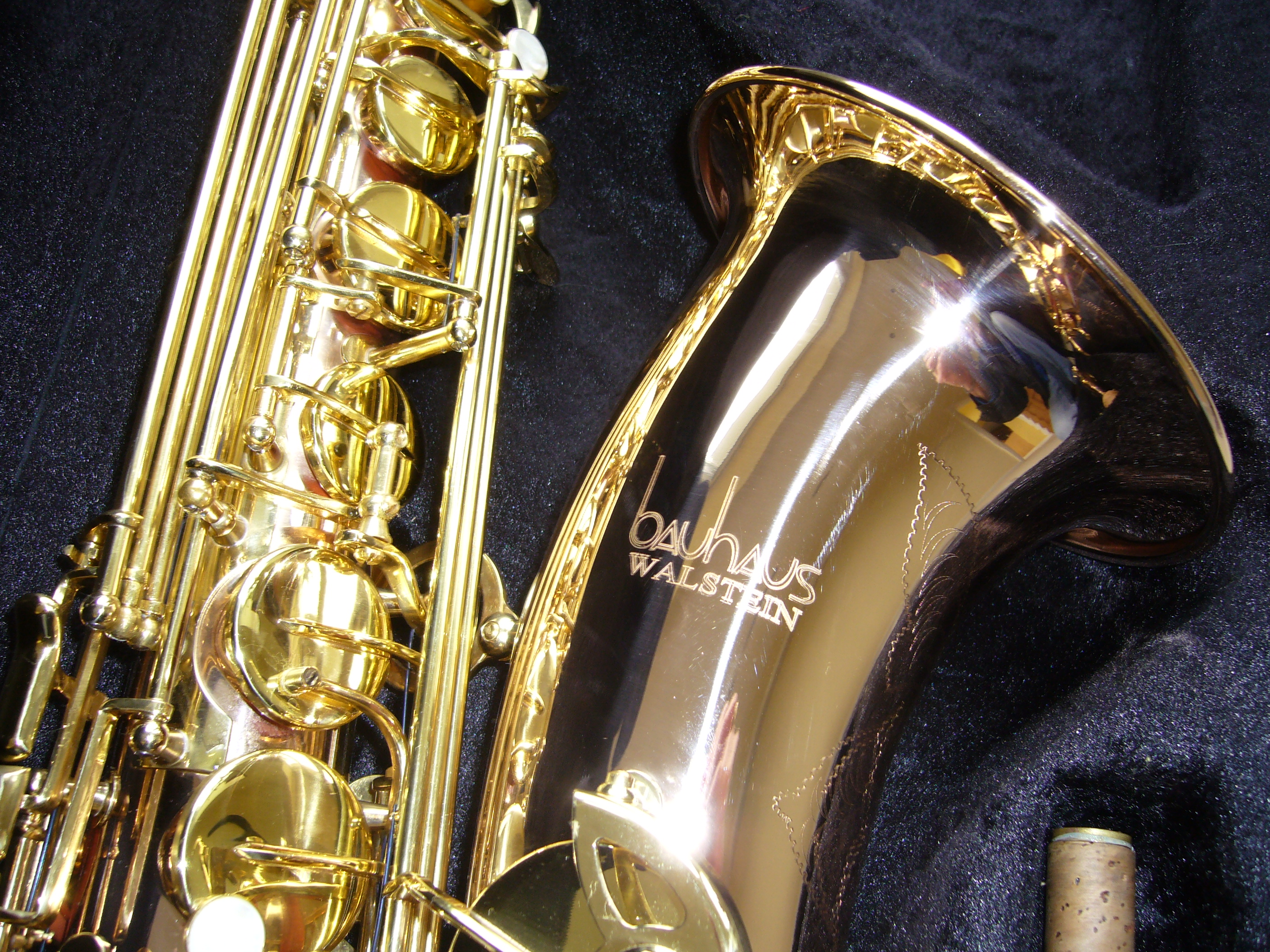
Tuyau principal et pavillon de saxophone ténor en bronze phosphoreux.

C’est un tuyau conique s’évasant en pavillon qui permet à l’air projeté par le musicien de circuler dans l’ensemble de l’instrument ou à défaut jusqu’à la note voulue.
La qualité du spectre sonore et la fréquence (donc la hauteur) des sons entendus dépendent de la longueur totale de la colonne d'air. Pour la modifier, de nombreux trous de registre (appelés aussi « cheminées ») sont percés le long du corps de l'instrument, obturés par des tampons étanches eux-mêmes actionnés par des clés, leviers ou spatules. Des tiges de correspondance commandant l'ouverture ou la fermeture simultanée de plusieurs trous complètent ce mécanisme d'une exceptionnelle ingéniosité, permettant non seulement l'obtention de toutes les notes de la gamme tempérée mais également leur succession selon des doigtés physiquement satisfaisants.

#### Le système de tringles
Les trous du pavillon sont hors de portée des doigts, c’est pourquoi ils sont reliés par un système de tringles aux clés qui les actionnent pour jouer les notes graves.

#### Les clés
Chaque trou est associée à un anneau (cheminée soudée ou étirée selon le procédé de fabrication) sur lequel repose la clé. L’emplacement des doigts sur les clés est marqué sur ce saxophone par un bouton, originellement de nacre, mais en matière synthétique sur les instruments récents.
La clé d’octave est celle qui permet d’atteindre les notes plus aiguës.

#### Lerepose-pouceet l’anneau de courroie
Le saxophone ténor est soutenu légèrement par le pouce placé sous le support (qui peut être moulé) et surtout par une courroie passée autour du cou ainsi qu’accrochée à l’anneau de courroie afin d’alléger et de stabiliser le poids de l’instrument pour le musicien.

#### La clé d'octave
Elle a pour fonction de faciliter le jeu en permettant d'octavier indifféremment entre le registre grave et le registre aigu ainsi que d'améliorer le confort.

#### L’entretoise
L'entretoise permet de solidifier l'attachement entre le tuyau principal et le pavillon.

#### La garde des clés
La garde des clés constitue une protection des clés du bas de l'instrument et du pavillon ; elle comporte souvent des butoirs à vis réglables.

### La culasse
La culasse est le coude en partie inférieure du saxophone, joignant le tube et le pavillon. C'est la partie qui comporte généralement 3 cheminées, le ré #, le do, et le do#. Souvent soumise aux chocs, elle est munie d'un renfort. Elle peut être soudée au tube ou simplement emboîtée et démontable afin de faciliter d'éventuelles réparations.

### Le pavillon

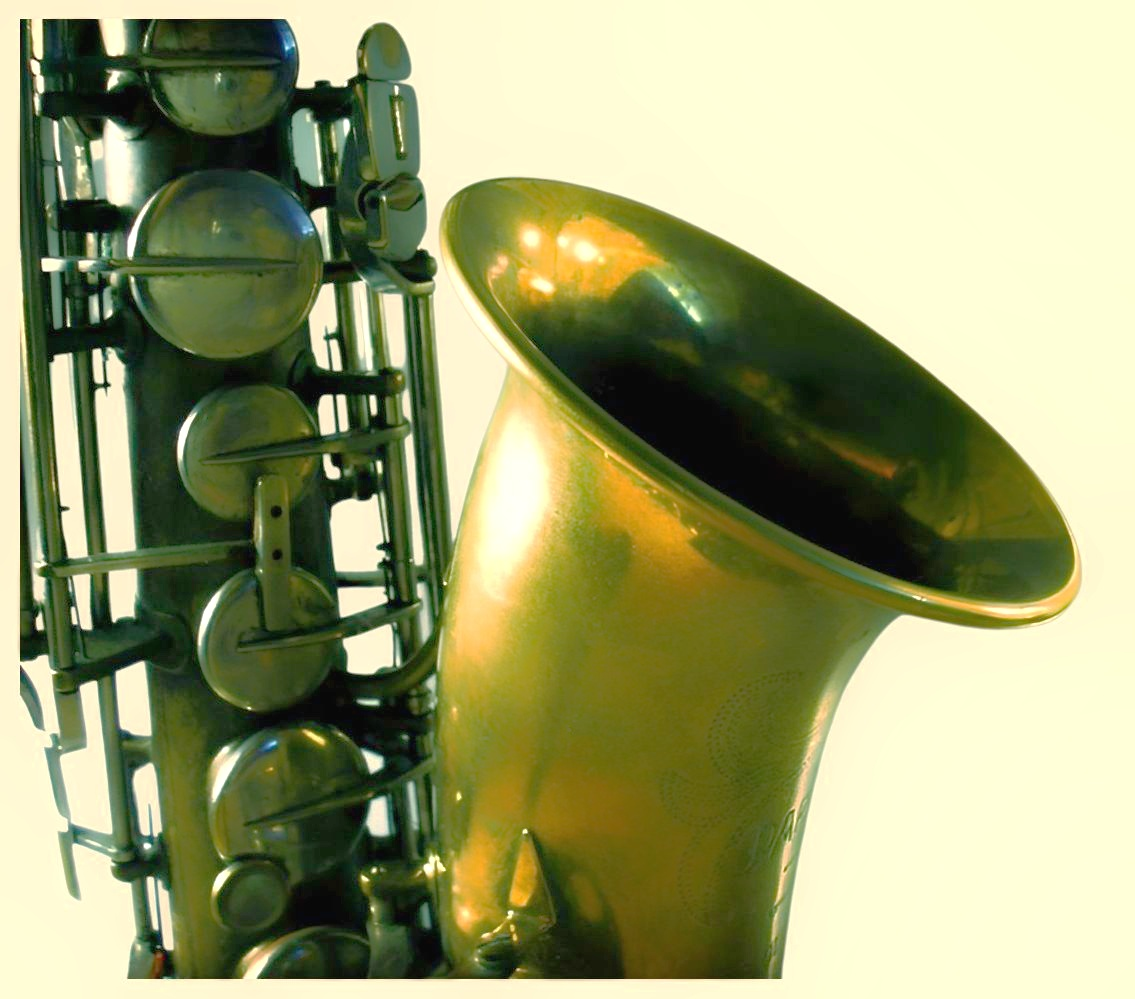
Pavillon de saxophone ténor.

Le pavillon du saxophone ténor est légèrement recourbé pour favoriser la projection du son. Les trous sur le pavillon produisent les notes graves et sont bouchés par des clés situées sur le tuyau principal et la pavillon.

## Répertoire classique

### Musique d'orchestre
- Boléro de Maurice Ravel

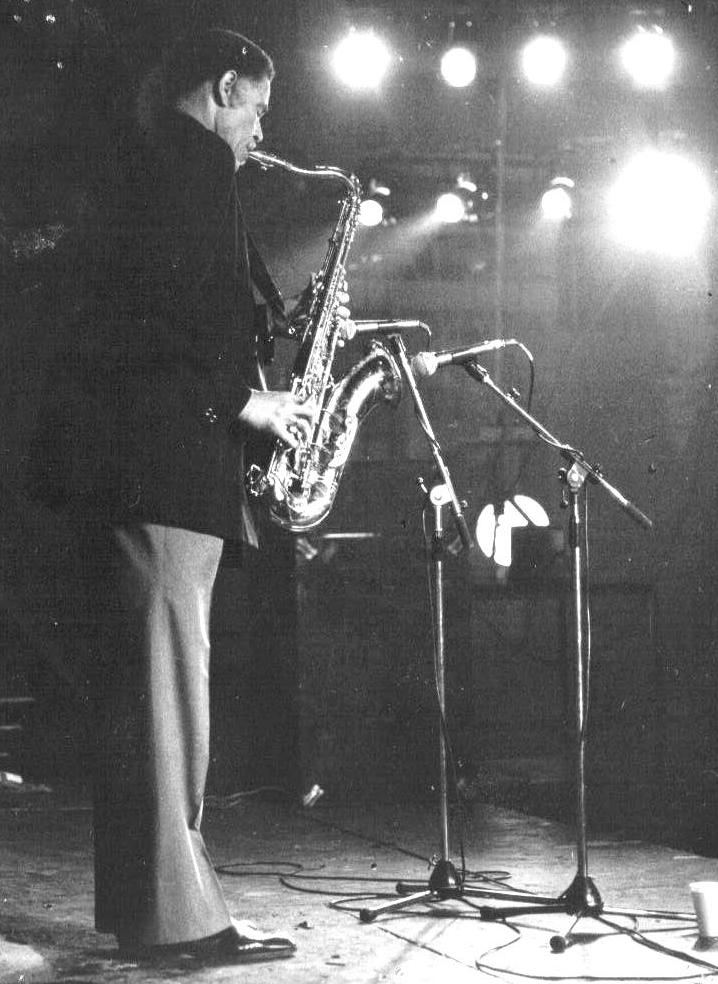
Dexter Gordon jouant du saxophone ténor en live à Amsterdam en 1980

- Roméo et Juliette de Serge Prokofiev
- Johnny spielt auf d'Ernst Krenek (opéra figurant l'histoire d'un saxophoniste de jazz)
- Valse n° 2 de la Suite pour orchestre de jazz n° 2 de Dmitri Chostakovitch
- Tableaux d'une exposition (pièce n°2, « Le vieux château ») de Modeste Moussorgski, orchestré par divers musiciens dont Maurice Ravel en 1922 (saxophone alto)
- Concerto pour saxophone alto et trompette de Jean Rivier

### Musique de chambre
- Sonate de Percy Grainger pour saxophone ténor et piano
- Trio de Paul Hindemith pour alto, saxophone ténor et piano
- Quartett, op. 22 d'Anton Webern pour violon, clarinette, saxophone ténor et piano
- Neuf historiettes de Tallemant des Réaux de Jean Françaix pour voix de baryton, saxophone ténor et piano, la dernière œuvre du compositeur
- Grave et Presto pour 4 saxophones de Jean Rivier

### Répertoire solo

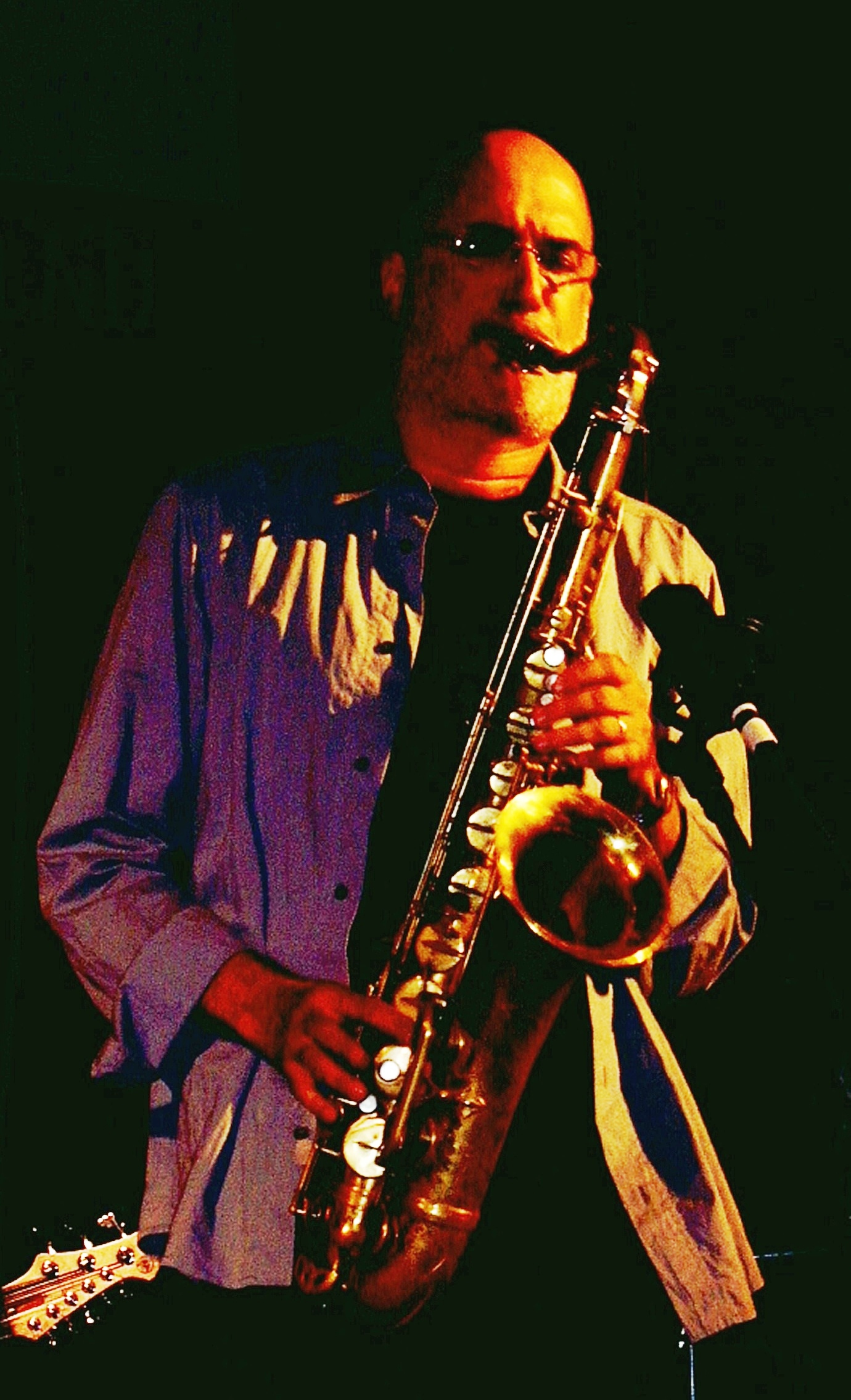
Michael Brecker jouant du saxophone ténor.

- Périple de Paul Méfano
- Épisode quatrième de Betsy Jolas
- Opcit de Philippe Hurel
- Hard de Christian Lauba
- Grab it de Jacob Ter Veldhuis
- Alter ego de Georges Aperghis

### Musique concertante
- Ballade de Frank Martin pour saxophone ténor et orchestre (1940)
- Chant premierde Marcel Mihalovici pour saxophone ténor et orchestre (1973)
- Hot de Franco Donatoni pour sax ténor (et sopranino) et 6 instruments (1989)
- Diversions de Morton Gould pour sax ténor et orchestre (1990)
- Concertino pour saxophone ténor et octuor de violoncelles de Gian Paolo Chiti (1992)
- Deux mouvements de Sophie Lacaze pour saxophone ténor et orchestre (2006)

## Cinéma
- Le célèbre thème de la musique du film La Panthère Rose (The Pink Panther) de Henry Mancini. Pour sa sortie en 1963 aux États-Unis, Blake Edwards voulait un thème à la fois chaud et qui swingue. Le compositeur Henry Mancini a donc l’idée du saxophone ténor et c’est Plas Johnson qui interprétera le thème devenu entre-temps aussi célèbre que les films.
- Le générique de Hercule Poirot (série télévisée). Le solo du saxophone ténor y apporte une ambiance un peu « chaude » et très feutrée, très caractéristique de la fin des années 1930 et des personnages de la haute société dont il est question dans la série. Le thème du générique y est d'ailleurs repris par bribes tout au long du déroulement de la série, accompagné par la clarinette, mettant ainsi en évidence l'ambiance de la bourgeoisie anglaise de l'époque. Le saxophone ténor est ainsi l'instrument le plus apte à recréer l'ambiance décrite dans les célèbres romans d'Agatha Christie, concernant son héros fictif favori du grand public, Hercule Poirot.
- On retrouve de nombreux films et séries télévisées où l'on entend souvent du saxophone ténor en musique d'ambiance, notamment dans les scènes des bars ou des salons feutrés avec l'orchestre de jazz.

## Jazz, blues

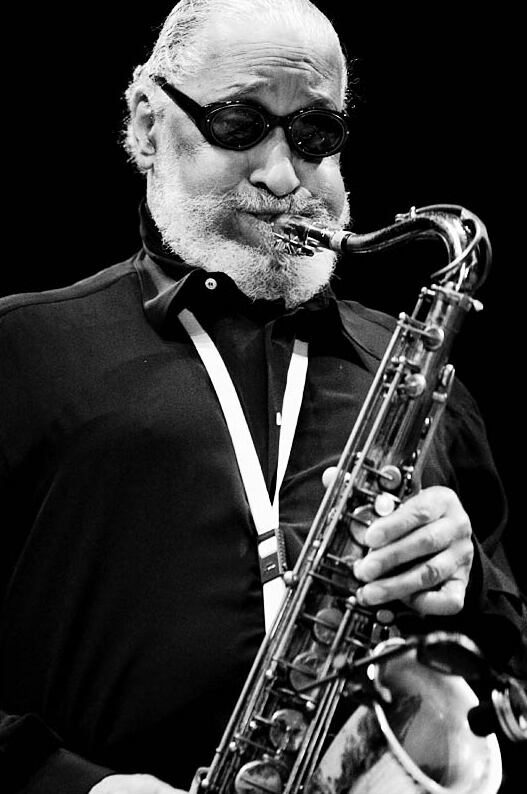
Sonny Rollins au saxophone ténor.

Il serait fastidieux de citer l'ensemble des œuvres pour saxophone ténor consacrées au jazz ou au blues, tant les morceaux en sont divers et nombreux (ce n'est pas pour rien que le saxophone ténor est l'emblème du jazz).
Néanmoins, parmi les joueurs de saxophone ténor connus, on signalera Coleman Hawkins, Ben Webster, Lester Young, Stan Getz, Johnny Griffin, Sonny Rollins, John Coltrane, Archie Shepp, Wayne Shorter, Dexter Gordon, Michael Brecker…
La place qu'occupe le ténor au sein du grand orchestre de jazz (big-band) illustre bien sa prépondérance dans l'expression musicale improvisée. Paul Gonsalves, Frank Foster, Eddie "Lockjaw" Davis, Frank Wess, Stan Getz, Zoot Sims, Al Cohn, Arnett Cobb, Illinois Jacquet, Chu Berry, pour ne citer qu'eux, ont affirmé leur capacité au sein de tels orchestres à l'aide de cet instrument.

## Soul
- Hit the Road Jack de Ray Charles. Cette célèbre chanson contient quatre notes descendantes jouées par le saxophone ténor et répétées un peu tout le long du morceau, en guise de réponse à Ray Charles et aux chanteuses accompagnatrices. La chanson débute d'ailleurs clairement par ces quatre notes descendantes jouées deux fois de suite.
- Unchain My Heart de Ray Charles. Le saxophone ténor est clairement identifiable à plusieurs reprises tout au long de ce morceau, plus souvent en tant que soliste qu'en tant qu'accompagnateur.

## Rock, pop, variétés
De nombreux saxophonistes ont participé à des enregistrements et à des concerts de la scène pop rock comme David Sanborn.
On retrouve également des courts extraits au saxophone ténor dans de nombreuses chansons de rock, de pop et de variété.
- Quand la musique est bonne, Je marche seul ou encore Au bout de mes rêves de Jean-Jacques Goldman.

- Via con me de Paolo Conte. Cette célèbre chanson de variété jazz italienne contient dans sa version la plus connue un solo au saxophone ténor juste après le second refrain.

## Personnalités jouant du saxophone ténor

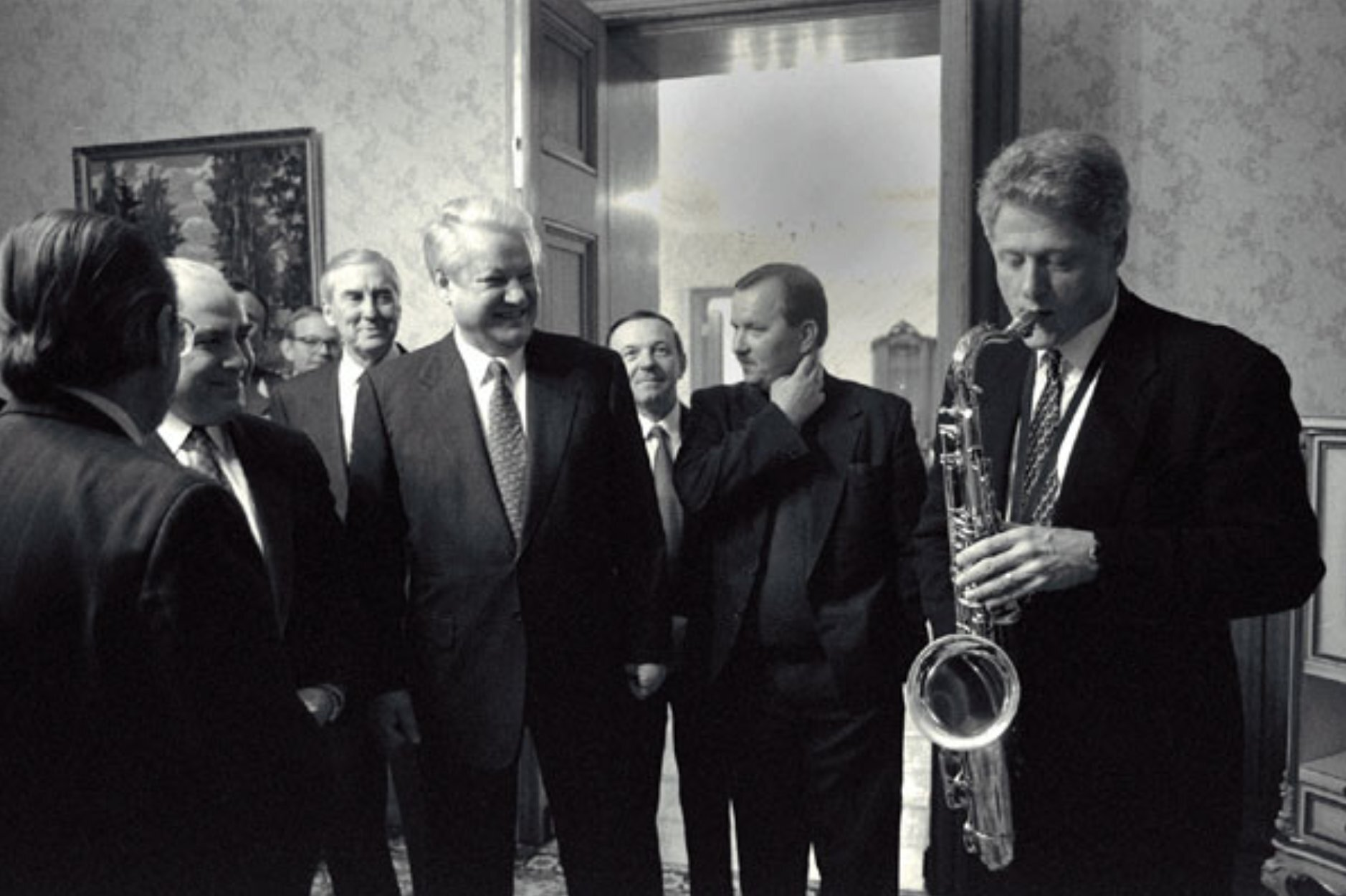
Bill Clinton jouant du saxophone ténor en 1994, avec à ses côtés Boris Yeltsin.

## Enregistrements
Il existe de très nombreux enregistrements compilant des œuvres majeures du saxophone ténor en jazz. On citera à titre d'exemple :
- album de compilation Tenor Sax Legends (CD, 2013, label Cristal Records[9]) :
  - 01. Coleman Hawkins – Body And Soul (1939)
  - 02. Herschel Evans  – Blue And Sentimental
  - 03. Ben Webster – Cotton Tail (1940)
  - 04. Lester Young – These Foolish Things
  - 05. Chu Berry – Sweethearts On Parade
  - 06. Don Byas – Laura
  - 07. Flip Phillips – Sweet And Lovely
  - 08. Arnett Cobb – Still Flyin’ 
  - 09. Paul Gonsalves – Happy Reunion
  - 10. Illinois Jacquet – Adam’s Alley
  - 11. Dexter Gordon / Wardell Gray – The Chase (1947)
  - 12. Lucky Thompson – Deep Passion (1956)
  - 13. Al Cohn / Zoot Sims – Tenor For Two Please, Jack (1956)
  - 14. John Coltrane – Miles’ Mode (1962)
  - 15. Stan Getz – How About You (1956)
  - 16. Benny Golson – Namely You (1957)
  - 17. Sonny Rollins – I’m An Old Cowhand (1957)
  - 18. Wayne Shorter - Tenderfoot (1960)

## Galerie
|                                                                          |
| Saxophone ténor Selmer Mark VI avec une finition à la laque rose (1970). |

|                                     |
| Coleman Hawkins, à New York (1946). |

|                                   |
| Dexter Gordon à Amsterdam (1980). |

|                                                                        |
| Stan Getz et Chet Baker en concert à Sandvika, Norvège (Février 1983). |

|                  |
| Bob Berg (1980). |